# Dolores Ruiz Picasso
Dolores Ruiz Picasso (Málaga, 1884 – Barcelona, 1958), conocida familiarmente como Lola, fue la hermana menor del pintor Pablo Picasso. En su juventud fue uno de sus modelos predilectos y, décadas más tarde, fue reconocida por el Museo Picasso de Barcelona, que le dedicó una exposición retrospectiva titulada Dolors. La hermana de Pablo, en 2023.

## Biografía
Nació en Málaga en 1884, poco después del terremoto de Navidad de ese año. Fue la única hermana superviviente de Pablo Picasso, ya que su hermana menor, Concepción («Conchita»), falleció de difteria en 1895, a los ocho años.
En 1909 se casó con el médico Juan Bautista Vilató Gómez, con quien se estableció en Barcelona, ciudad en la que residió el resto de su vida.
En Barcelona asumió un papel determinante como guardiana del legado artístico de su hermano. Durante décadas custodiaba numerosas obras, cuadernos y dibujos que Pablo había dejado en la ciudad, especialmente tras el fallecimiento de su madre, María Picasso López, en 1938. Tras su muerte en 1958, sus hijos, Pablo, Jaime y María de los Dolores («Nena») Vilató Ruiz, realizaron en 1970 la donación formal de ese conjunto al Museo Picasso de Barcelona, cumpliendo así la voluntad de Picasso. La donación incluyó cerca de mil piezas, entre ellas obras clave como Ciencia y caridad y La primera comunión. Años más tarde, en la década de 1980, el museo colocó una placa conmemorativa en uno de sus patios, en reconocimiento a la contribución de Lola y al gesto de su familia.

## Familia
Hija del pintor José Ruiz y Blasco y de María Picasso López, Lola contrajo matrimonio con Juan Bautista Vilató, con quien tuvo siete hijos: Juan, José, Javier, Pablo, María de los Dolores («Nena») y Jaime. Entre ellos destacaron los artistas Javier Vilató y José Vilató Ruiz —conocido también como J. Fín—.

## Nombre
Nacida como Dolores, fue conocida familiarmente por el hipocorístico Lola.

## Relación con Pablo Picasso
Lola fue uno de los primeros modelos frecuentes de su hermano. Entre 1894 y 1900 posó de manera recurrente en retratos, dibujos y estudios, especialmente durante la etapa de La Coruña y los primeros años en Barcelona.
Según el Museo Picasso Málaga, fue la persona de la familia a la que Pablo representó con mayor riqueza iconográfica durante su adolescencia, en una amplia variedad de técnicas y formatos que trascienden el mero parentesco familiar. En la misma línea, el Museo Picasso de Barcelona destaca que Lola se convirtió en la protagonista de numerosos retratos y escenas domésticas, lo que la consolidó como la primera musa del artista.

## Retrato fotográfico
En 1954 fue retratada en su casa de Barcelona por la fotógrafa austríaca Inge Morath, miembro de la agencia Magnum Photos. La sesión captó su carácter cercano y familiar, rodeada de sus hijos. Una de esas imágenes forma parte de la colección del Centre Pompidou en París.

## Sepultura
Murió en Barcelona en 1958 y fue enterrada en el cementerio de Poblenou.

## Exposiciones póstumas
Tras su fallecimiento, el interés por la figura de Lola Ruiz Picasso se ha mantenido en el tiempo.  
En 2021 el Museo Picasso de Barcelona organizó la exposición Lola Ruiz Picasso (2021–2022), que mostró su papel como musa de su hermano y como guardiana de las obras que él dejó en la ciudad.
En 2023 el mismo museo le dedicó una retrospectiva titulada Dolors. La hermana de Pablo, que profundizó en su biografía y en la importancia de su presencia en la obra temprana de Picasso.